# Проспект Петра Григоренка (Київ)
Проспе́кт Петра́ Григоре́нка — проспект у Дарницькому районі міста Києва, житлові масиви Позняки, Осокорки. Пролягає від вулиці Петра Радзіня до кінця забудови.
Прилучаються вулиці Здолбунівська, Тепловозна, Олени Пчілки, Тальнівська, Анни Ахматової, Драгоманова, Княжий Затон, проспект Миколи Бажана, Олександра Мишуги, Михайла Гришка, Бориса Гмирі та Соломії Крушельницької.

## Історія
Проспект був запроєктований під назвою магістраль Осокорки — Троєщина, Новий проспект, забудову розпочато у 1992 році. Сучасна назва на честь радянського генерала, правозахисника Петра Григоренка — з 1993 року. 
Спочатку пролягав від Здолбунівської вулиці. 2011 року непарну сторону проспекту було продовжено на північ до вулиці Петра Радзіня.

## Заклади торгівлі
- Будівельний гіпермаркет «Епіцентр» (буд. № 40).
- Гіпермаркет «МЕТРО» (буд. № 43).

## Галерея

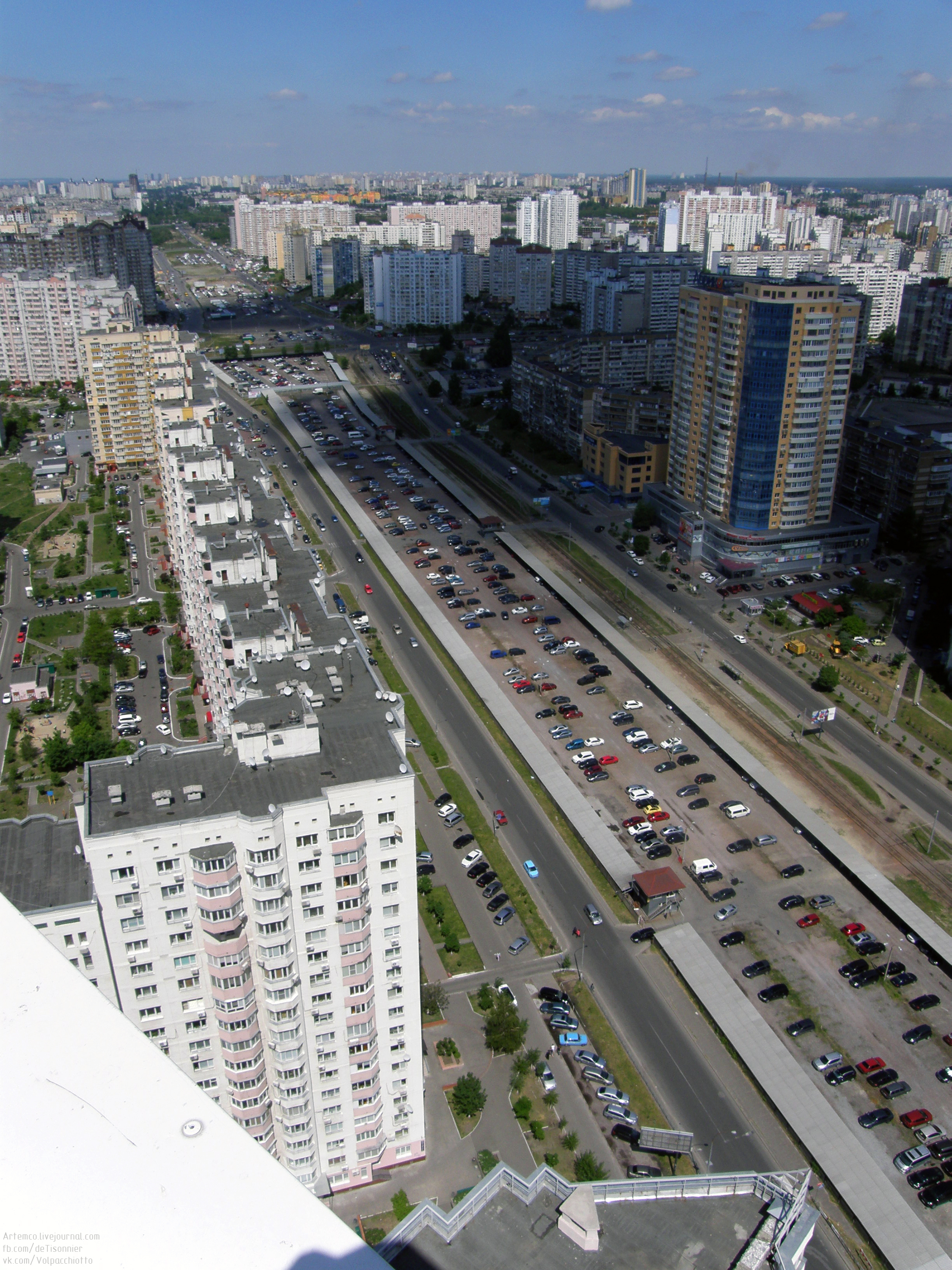
проспект Григоренка між 7-м (праворуч) та 8-м мікрорайонами Позняків
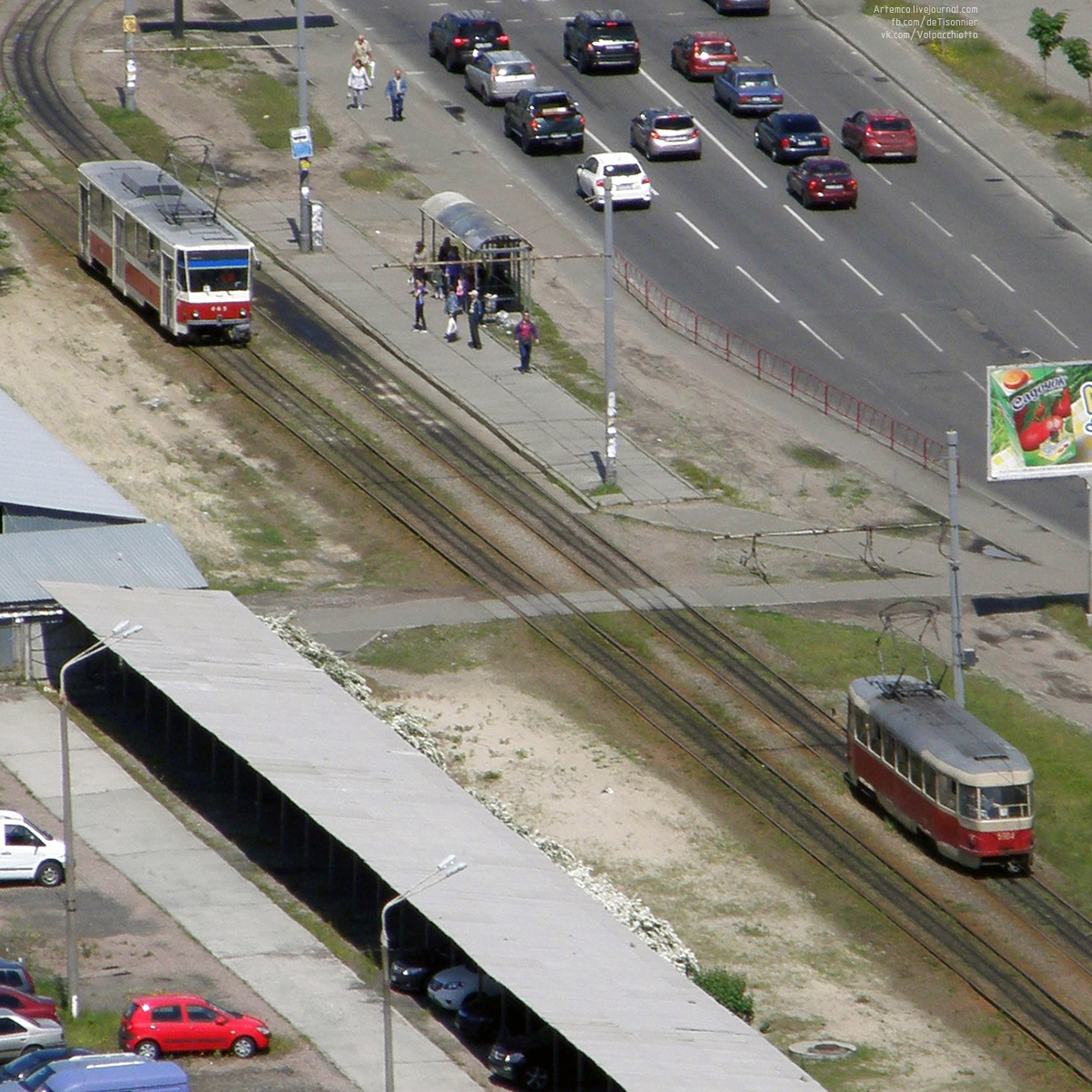
Трамвайна лінія на проспекті
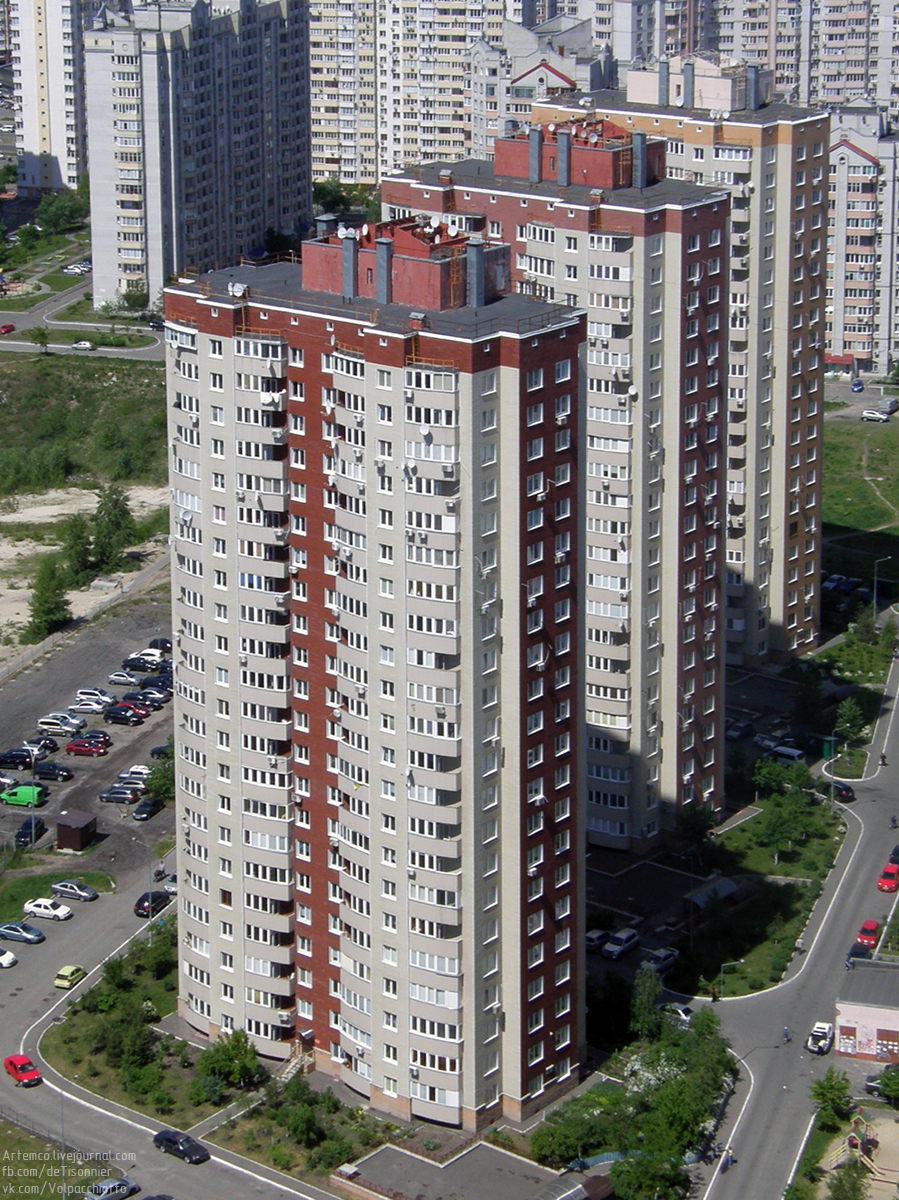
№№ 28, в, б, а – перші будинки серії Т-25, 2006
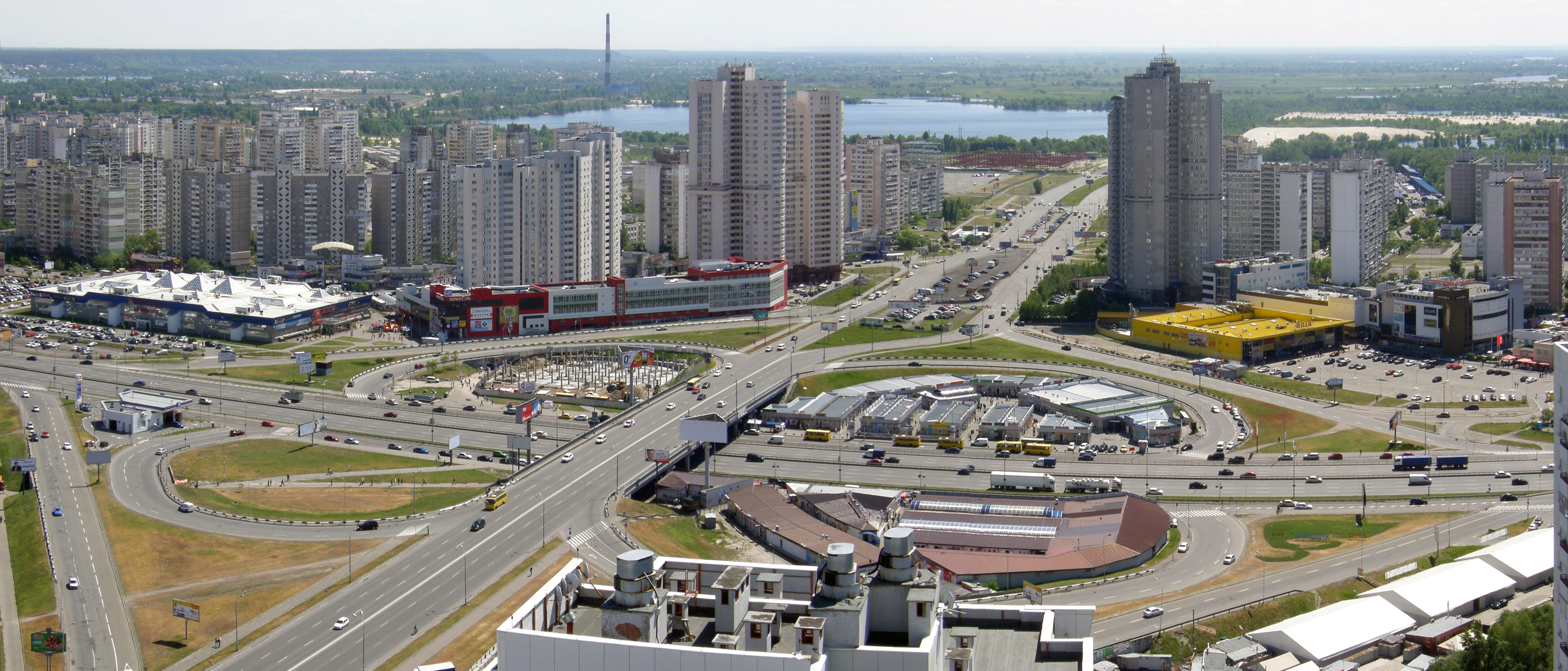
Транспортна розв'язка з проспектом Миколи Бажана
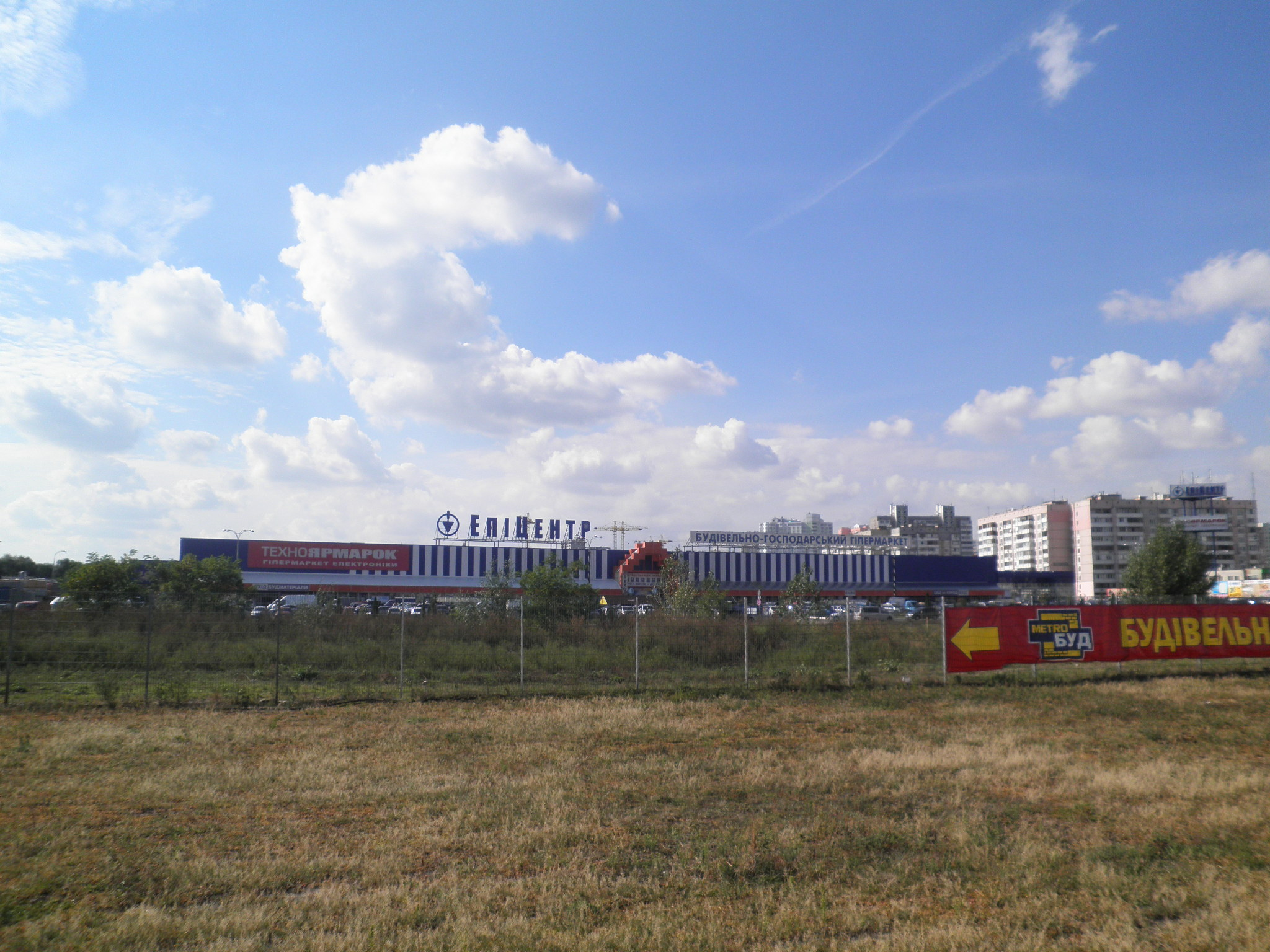
Гіпермаркет «Епіцентр»
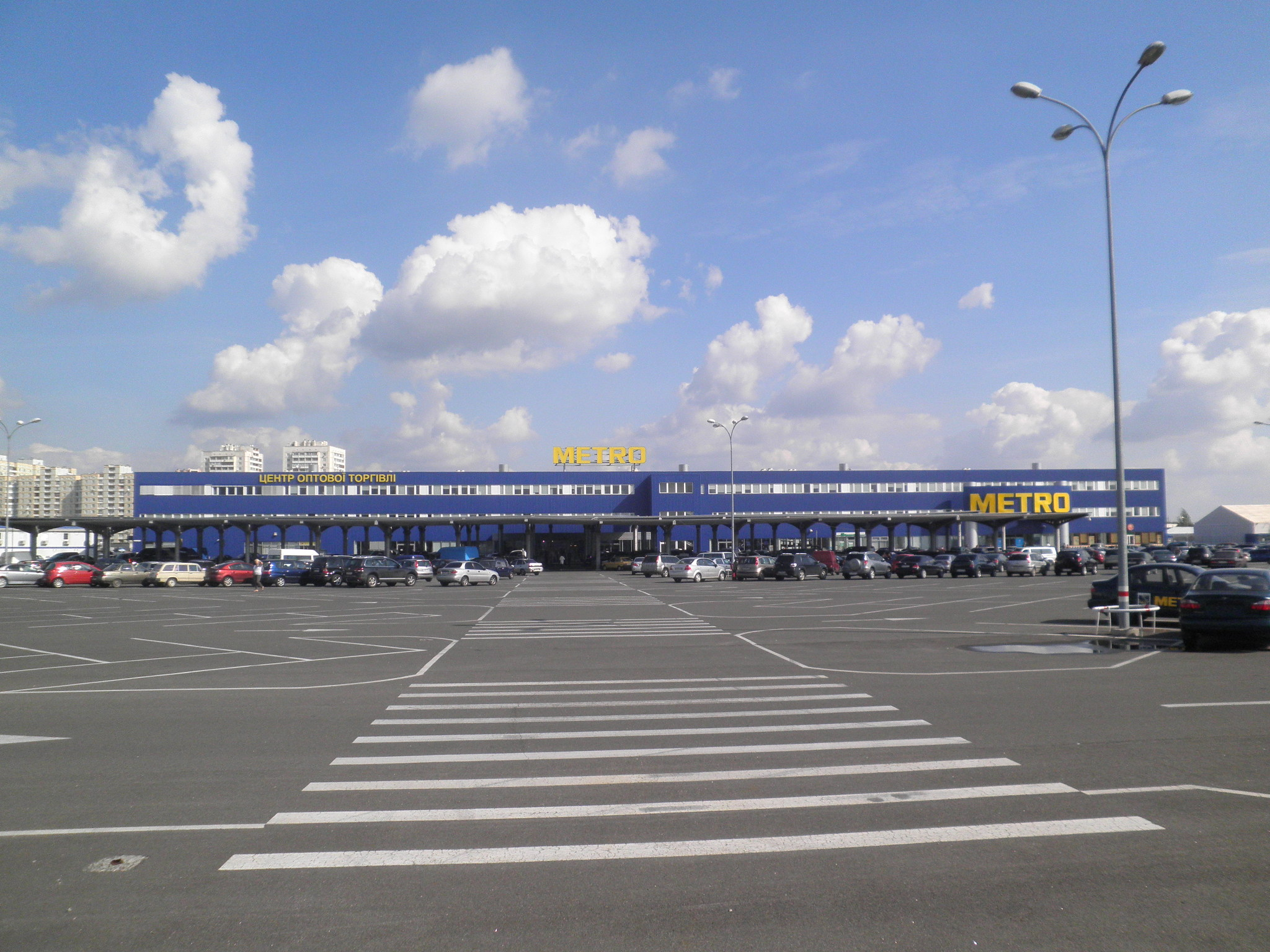
Гіпермаркет «МЕТРО»